# ニンバ山厳正自然保護区
ニンバ山厳正自然保護区（ニンバさん げんせいしぜんほごく）は、ギニアとコートジボワールにまたがる、標高1752mのニンバ山の主要部分を含む国立公園。熱帯雨林のエリアとサバンナのエリアを持ち、ダイカー、ジャコウネコ、チンパンジー、ヒメポタモガーレ、ニシコモチヒキガエル、珍しい地衣類や真菌類など、500種以上の動物と2000種以上の植物が生息している（ここには200種以上のこの地域特有の生物種を含む）。
この保護区のうち、1981年にまずギニアに含まれる範囲がユネスコの世界遺産に登録され、翌年にコートジボワール領内も登録された。ニンバ山を含むニンバ山塊はリベリアまで延びており、そちらまで範囲を拡張することも提案されている。また、1980年にギニアに含まれる範囲は生物圏保護区に指定された。
リベリアからの難民の流入に加え、ニンバ山が鉄鉱石の鉱脈を持ち、リベリア側では採掘のための開発が行われてきたことなどから、1992年に危機遺産に登録された。

## 登録基準
この世界遺産は世界遺産登録基準のうち、以下の条件を満たし、登録された（以下の基準は世界遺産センター公表の登録基準からの翻訳、引用である）。
- (9) 陸上、淡水、沿岸および海洋生態系と動植物群集の進化と発達において進行しつつある重要な生態学的、生物学的プロセスを示す顕著な見本であるもの。
- (10) 生物多様性の本来的保全にとって、もっとも重要かつ意義深い自然生息地を含んでいるもの。これには科学上または保全上の観点から、すぐれて普遍的価値を持つ絶滅の恐れのある種の生息地などが含まれる。